# 盘山路
盘山路是中國上海市楊浦區一條東西走向道路，道路东起上海第二军医大学西大门，西至黑山路与政通路相交處。道路全长280米。
道路原本是农田，建於1933年，道路一開始兩端分別是「府南左路」以及府南右路。道路因為位于舊上海特別市政府大樓正南面，起初得名府南路。1935年铺設柏油路面。中國抗日戰爭期間，东段因為被日军兵营佔用而被截斷，所以形成現在的樣子。日本兵營日後又成為上海第二军医大学的校園。1958年道路改名盤山路，路名來自辽宁省盘山县。